# Пенфилд, Уайлдер Грейвс
Уайлдер Грейвс Пе́нфилд (англ. Wilder Graves Penfield; 26 января 1891, Спокан — 5 апреля 1976, Монреаль) — канадский нейрохирург американского происхождения.

## Биография
Родился в Спокане, штат Вашингтон.
Вначале учился в Принстонском университете. Потом, после получения стипендии Родса, продолжил обучение в колледже Мёртона в Оксфордском университете, где изучал невропатологию под руководством Шеррингтона. Затем перевёлся в Университет Джонса Хопкинса, который окончил в 1918 году и получил диплом врача. Последующие несколько лет учился и работал в Оксфорде. Во время своей поездки в Испанию в 1924 году обучился методике нейрогистологического исследования Рамон-и-Кахаля, в Германии стажировался у нейрохирурга Отфрида Фёрстера в Бреслау.
После прохождения стажировки у Гарвея Кушинга работал в Нью-Йоркском неврологическом институте, где начал проводить свои первые операции по поводу эпилепсии. В 1921—1928 годах работал в Колумбийском университете и одновременно хирургом Нью-Йоркского неврологического института. В Нью-Йорке он познакомился с Дэвидом Рокфеллером, который согласился проспонсировать создание института для исследований в области хирургического лечения эпилепсии. В связи со скепсисом и препятствованием коллег-неврологов в Нью-Йорке Пенфилду пришлось переехать в Монреаль, где он стал преподавать в университете МакГилла и одновременно работать нейрохирургом в Королевском госпитале Виктории.
В 1934 году он становится основателем и первым директором Монреальского неврологического института при университете МакГилла. Данный институт был создан на деньги фонда Рокфеллера. С 1965 по 1968 годы — президент Института семьи. С 1960 года Пенфилд обращается к литературному творчеству. В частности, он написал автобиографическую новеллу «Никто не одинок» (No man Alone) и роман «Факел», издававшийся на русском языке в 1964 и 1994 годах, описывающий жизнь Гиппократа.
За свою жизнь 4 раза посещал СССР — в 1943 году в составе Британо-Американо-Канадской миссии, а также в 1955, 1958 и 1962 годах. Последний визит был связан с травмой академика Льва Ландау.
Умер в Монреале от рака 5 апреля 1976 года.

## Научная деятельность
Наибольшее внимание в своей медицинской деятельности Пенфилд уделял хирургии эпилепсии. Метод его лечения состоял в деструкции тех отделов коры головного мозга, которые представляют собой очаг судорожной активности. Совместно с электрофизиологом Гербертом Джаспером он разработал методику, которая заключалась в том, что во время операции на открытом мозге производилась электрическая стимуляция его различных отделов, что позволяло локализовать эпилептический очаг и оценить функции тех или иных структур. Во время операции больные находились в сознании и описывали свои ощущения, которые тщательно фиксировались, а затем анализировались.
Пенфилд использовал информацию, полученную в ходе сотен операций на мозге, для создания функциональных карт коры (поверхности) мозга. Он обобщил результаты картографии основных моторных и сенсорных областей коры и впервые точно нанёс на карту корковые области, касающиеся речи. С помощью метода электрической стимуляции отдельных участков мозга Пенфилдом было установлено точное представительство в коре головного мозга различных мышц и органов тела человека. Схематично его изображают в виде «гомункулуса» (человечка), части тела которого пропорциональны зонам мозга, в которых они представлены. Поэтому пальцы рук, губы и язык с большим числом нервных окончаний изображаются крупнее, чем туловище и ноги.
Широко применяя электростимуляцию, Пенфилд получил ценные данные о функциональной организации коры головного мозга человека. Этой теме посвящена монография «Кора головного мозга человека» (The Cerebral Cortex of Man, 1950), написанная им совместно с Т. Расмуссеном. В 1951 году им совместно с Гербертом Джаспером была опубликована монография «Эпилепсия и функциональная анатомия головного мозга». Среди других трудов Пенфилда — «Цитология и клеточная патология нервной системы» (Cytology and Cellular Pathology of the Nervous System, 1932); «Типы эпилептических припадков» (Epileptic Seizure Patterns, 1951); «Загадка интеллекта» (The Mystery of Mind, 1975).

## Награды и признание
- 1943 — член Лондонского королевского общества[3]
- 1951 — Медаль Флавеля[англ.]
- 1953 — иностранный член Национальной академии наук США[4]
- 1958 — иностранный член Академии наук СССР[5]
- 1960 — Стипендия Гуггенхайма[6]

## Память
- В 1994 году его имя добавлено в Канадский зал медицинской славы[англ.][7].
- 5 октября 1978 года именем Пенфилда названа авеню в Монреале (45°30′01″N 73°34′59″W45.500342°N 73,583103°W).
- Имя Пенфилда носит синдром пароксизмальной гипертензии, возникающий при опухолях мозга, а также симптом принудительного мышления как формы эпилептического эквивалента.
- Коуна — Пенфилда метод син. краниотомия субокципитальная миопластическая — метод вскрытия задней черепной ямки через дугообразный разрез кожи в затылочной области между верхушками сосцевидных отростков, проходящий на 4—5 см выше наружного затылочного выступа.
- В 1971 году[прояснить] был участником конференции в Ленинградском нейрохирургическом институте им. проф. А. Л. Поленова.